# Arenal del Centro
Arenal del Centro är en ort i Mexiko.   Den ligger i kommunen Benito Juárez och delstaten Guerrero, i den södra delen av landet, 290 km sydväst om huvudstaden Mexico City. Arenal del Centro ligger 19 meter över havet och antalet invånare är 503.
Terrängen runt Arenal del Centro är huvudsakligen platt, men åt nordväst är den kuperad.  Närmaste större samhälle är San Jerónimo de Juárez, 1,3 km nordväst om Arenal del Centro. 